# Mario Manzoni
Mario Manzoni (Almenno San Bartolomeo, 14 luglio 1969) è un dirigente sportivo ed ex ciclista su strada italiano.
Professionista dal 1991 al 2004, conta una vittoria di tappa al Giro d'Italia. Dopo il ritiro dalle corse ha assunto incarichi tecnici presso formazioni professionistiche, e dal 2022 è direttore sportivo all'Astana Qazaqstan Team.

## Carriera
Passato professionista nel 1991 grazie all'interessamento della Gatorade-Chateau d'Ax di Gianluigi Stanga, si conferma un buon passista a cui vengono affidati compiti di gregariato. Nonostante questo riesce a togliersi alcune importanti soddisfazioni, come la vittoria in tappe del Giro d'Italia, del Giro del Trentino e del Tour de Romandie.
Al termine della carriera da ciclista sale sull'ammiraglia della Androni Giocattoli-3C Casalinghi come direttore sportivo, ruolo ricoperto nelle successive stagioni per la LPR/LPR Brakes. Dal 2015 al 2019 è stato direttore sportivo del team Nippo-Vini Fantini, per passare nel 2020 al team Bardiani-CSF-Faizanè. Nel 2021 approda come direttore sportivo al neonato team neozelandese Global 6 Cycling, mentre nel 2022 è nello staff tecnico del WorldTeam kazako Astana Qazaqstan Team.

## Palmarès
- 1988 (Dilettanti)

Piccolo Giro di Lombardia
Coppa Stignani
- 1989 (Dilettanti)

Coppa Caduti Nervianesi
- 1990 (Dilettanti)

3ª tappa Settimana Ciclistica Bergamasca (Mendrisio)
Gran Premio Delfo
- 1992

Trofeo Masferrer
- 1993

1ª tappa Ruta Ciclista Mexico (Monterrey)
- 1994

3ª tappa Tirreno-Adriatico (Capalbio > Cecina)
- 1996

2ª tappa Tour de Romandie (La Chaux-de-Fonds > Bulle)
- 1997

8ª tappa Giro d'Italia (Mondragone > Cava de' Tirreni)
- 1998

3ª tappa Giro del Trentino 1998 (Tione di Trento > Torri del Benaco)
4ª tappa Settimana Ciclistica Lombarda (Telgate > Telgate)

## Piazzamenti

### Grandi Giri
- Giro d'Italia

1993: 121º
1995: 108º
1996: 86º
1997: non partito (20ª tappa)
2000: 86º
2001: 116º
2002: 136º
2003: 80º
2004: 135º
- Tour de France

1995: ritirato (4ª tappa)
- Vuelta a España

1991: fuori tempo (12ª tappa)

### Classiche monumento
- Milano-Sanremo

1994: 148º
1995: 11º
1996: 121º
1999: 163º
2002: 10º
- Giro delle Fiandre

1996: 58º